# Basilique Santa Maria Assunta de Castel di Sangro
Pour les articles homonymes, voir Basilique Santa Maria Assunta.
La Basilique Santa-Maria Assunta est une basilique et le principal bâtiment religieux de la ville italienne de Castel di Sangro. La Basilique est placée dans la partie haute de la petite ville, le Civita, bien visible de loin.
La structure possède trois nefs avec deux rangées d'arcs et deux clochers.
Un musée est annexé à la Basilique.

## Historique
Ses origines remontent à la deuxième moitié du Xe siècle, quand un bâtiment religieux fut érigé en substitution de l'église Sainte-Marie du Ve siècle. La construction du Xe siècle fut détruite par le tremblement de terre en 1456 qui laissa debout seulement sept maisons.
De cette première construction ne restent que quelques témoignages, elle fut reconstruite, sur un projet de Francesco Ferradini, la structure existe toujours.
Il était coutumier, au cours des siècles derniers, d'enterrer des personnalités de familles de notables à l'intérieur de la basilique, parmi elles les "Panasca, Matta, Canofilo, Mancini, De Petra et Minotti-Maffei".

## Sources
- (it) Cet article est partiellement ou en totalité issu de l’article de Wikipédia en italien intitulé « Basilica di Santa Maria Assunta (Castel di Sangro) » (voir la liste des auteurs).
- Notices d'autorité :   - VIAF
  - GND